# Odprta vsebina
Odpŕta vsebína, besedna zveza, dobljena kot neologizem z analogijo odprte kode, opisuje vsako vrsto kreativnega dela, objavljenega pod pogoji, ki izrecno dovoljujejo vsakemu človeku (ne le zaprtim organizacijam, podjetjem ter posameznikom) kopiranje in spreminjanje informacij. Največja zbirka odprte vsebine je Wikipedija. 

## Tehnična definicija
Tehnično je odprta vsebina licenčno brezplačna in lahko dovoli, ali pa ne, komercialno redistribucijo. Njena vsebina je lahko javna ali pa pod odprto licenco, kot je npr. ena od licenc Creative Commons.

## Zgodovina
Možno je, da se je prvi dokumentiran primer odprte vsebine pojavil pri britanski kraljevi družini, ki si je prizadevala informacije deliti z javnostjo. V sodobnem kontekstu je izraz »odprta koda« prvi uporabil David Wiley, diplomant Brighamove univerze, ki je financirala projekt Odprta vsebina in leta 1998 definirala prvo licenco specifično za vsebino (ne programsko) s prispevki Erika Raymona, Tima O’Reillyja ter ostalih.

## Prosta vsebina
Nekatero gradivo odprte vsebine je lahko predstavljeno tudi kot »prosta vsebina«, čeprav je pomen tega izraza nekoliko drugačen. Za primer lahko navedemo Open Directory Project, ki je odprta vsebina, ni pa prosta vsebina. Glavna razlika med licencama je definicija prostosto: nekatere licence poskušajo maksimizirati brezplačnost za vse potencialne uporabnike v prihodnosti, medtem ko druge maksimizirajo brezplačnost za začetne uporabnike.

### Javna vsebina
Soroden izraz »javna vsebina« (angleško Common content) se občasno uporablja za gradivo, objavljeno pod licenco Creative Commons.

### Prost dostop
Izraz »prost dostop« (angleško Open access) se nanaša na posebno kategorijo gradiva, sestavljenega iz brezplačno objavljenih, prej pregledanih člankov v revijah (predvsem znanstvenih).

## Spletno iskanje pri odprti vsebini
Z večanjem zanimanja za odprto vsebino so mnoge univerze (npr. Tehnološki inštitut Massachusettsa ter Univerza Princeton) začele ponujati javnosti spletne avdio/video tečaje. To je močno povečalo število ponudnikov odprte vsebine. Težavnost ostajanja na tekočem s tovrstno vsebino je pripeljala do rojstva spletnih iskalnikov po odprti vsebini.